# Peter Straughan
Peter Straughan (* 1968) ist ein britischer Dramatiker und Drehbuchautor.

## Leben
Straughan ist in Gateshead, im Nordosten Englands, aufgewachsen. Er absolvierte ein Englisch-Studium an der Newcastle University und war zunächst als Musiker aktiv. In den 1990er Jahren verfasste er mehrere Theaterstücke und Hörspiele für das Radio. Seit Beginn der 2000er Jahre ist er auch als Drehbuchautor tätig. Hierbei arbeitete er eng mit der Drehbuchautorin Bridget O’Connor zusammen, die im September 2010 starb. Die beiden waren seit 2008 verheiratet. Gemeinsam hatten sie ein Kind.
2011 inszenierte er mit Gee Gee seinen ersten Kurzfilm.
Gemeinsam waren er und O’Connor 2012 für ihr Drehbuch zur Romanverfilmung Dame, König, As, Spion für den Oscar in der Kategorie Bestes adaptiertes Drehbuch nominiert. Sie gewannen im gleichen Jahr den British Academy Film Award in der Kategorie Bestes adaptiertes Drehbuch und wurden zudem bei den Online Film Critics Society Awards ausgezeichnet.
Straughan zeichnete auch für das Drehbuch zu Edward Bergers Thriller Konklave (2024) verantwortlich. Seine Adaption des gleichnamigen Romans von Robert Harris brachte ihm 2025 den Golden Globe Award und den Oscar ein.

## Filmografie (Auswahl)
- 2006: Sixty Six
- 2007: Mrs. Ratcliffe’s Revolution
- 2008: New York für Anfänger (How to Lose Friends & Alienate People)
- 2009: Männer, die auf Ziegen starren (The Men Who Stare at Goats)
- 2011: Eine offene Rechnung (The Debt)
- 2011: Dame, König, As, Spion (Tinker Tailor Soldier Spy)
- 2014: Frank
- 2015: Wolf Hall (Miniserie, sechs Episoden)
- 2015: Die Wahlkämpferin (Our Brand Is Crisis)
- 2017: Schneemann (The Snowman)
- 2019: Der Distelfink (The Goldfinch)
- 2024: Konklave (Conclave)

## Auszeichnungen
- Golden Globe Awards 2025: Auszeichnung Bestes Drehbuch für Konklave
- USC Libraries Scripter Awards 2025: Auszeichnung für das Beste adaptierte Drehbuch für Konklave[1]
- Oscarverleihung 2025: Auszeichnung für das Beste adaptierte Drehbuch für Konklave